# Copa Davis 2023 − Fase final
La fase final de la Copa Davis 2023, també coneguda com a Davis Cup Finals 2023, correspon al nivell més alt de la Copa Davis 2023. L'esdeveniment es va celebrar en dues fases, entre el 12 i el 17 de setembre i entre el 21 i el 26 de novembre de 2023.
L'equip italià va guanyar el segon títol de la seva història, gairebé cinquanta anys després ja que el primer el van aconseguir l'any 1976. En la final va derrotar l'equip australià, que va perdre la seva segona final consecutiva.

## Seus
- Fase grups:
  - Unipol Arena, Bolonya (Itàlia)
  - Manchester Arena, Manchester (Regne Unit)
  - Pavelló Font de Sant Lluís, València (Espanya)
  - Arena Gripe, Split (Croàcia)
- Fase final:
  - Palacio de Deportes José María Martín Carpena, Màlaga (Espanya)

## Equips
16 equips nacionals participen en l'esdeveniment classificats de la següent forma:
- 2 equips finalistes de les finals de l'edició anterior (Austràlia, Canadà).
- 12 equips guanyadors de la fase de classificació.
- 2 equips convidats (Itàlia, Espanya).

| Austràlia (F) | Canadà (G)    | Croàcia (A)    | Finlàndia    |
| Corea del Sud | França        | Espanya (A)(C) | Estats Units |
| Itàlia (A)(C) | Països Baixos | Regne Unit (A) | Sèrbia       |
| Suècia        | Suïssa        | Txèquia        | Xile         |

Cada equip nacional està format per cinc jugadors amb un capità. La formació de l'equip s'havia d'anunciar vint dies abans de l'inici del torneig i només podia ser substituït en cas de lesió important.

### Caps de sèrie
| 1. Canadà 2. Austràlia 3. Espanya 4. Croàcia | - Finlàndia - Corea del Sud - França - Estats Units - Itàlia - Països Baixos - Regne Unit - Sèrbia - Suècia - Suïssa - Txèquia - Xile |

### Participants

#### Fase de grups
Rànquings a 11 de setembre de 2023.
Grup A
| Canadà                 | Canadà | Canadà |
| ---------------------- | ------ | ------ |
| Capità: Frank Dancevic |        |        |
| Jugador                | RI     | RD     |
| Denis Shapovalov       | 31     | 202    |
| Gabriel Diallo         | 158    | 453    |
| Vasek Pospisil         | 187    | 575    |
| Alexis Galarneau       | 200    | 422    |
| Kelsey Stevenson       | 1248   | 247    |

| Xile                  | Xile | Xile |
| --------------------- | ---- | ---- |
| Capità: Nicolás Massú |      |      |
| Jugador               | RI   | RD   |
| Nicolás Jarry         | 22   | 332  |
| Cristian Garín        | 103  | –    |
| T. Barrios Vera       | 114  | 735  |
| Alejandro Tabilo      | 124  | 865  |
| Gonzalo Lama          | 424  | 990  |

| Itàlia                   | Itàlia | Itàlia |
| ------------------------ | ------ | ------ |
| Capità: Filippo Volandri |        |        |
| Jugador                  | RI     | RD     |
| Lorenzo Musetti          | 18     | 284    |
| Lorenzo Sonego           | 38     | 183    |
| Matteo Arnaldi           | 47     | 579    |
| Andrea Vavassori         | 139    | 42     |
| Simone Bolelli           | –      | 43     |

| Suècia                | Suècia | Suècia |
| --------------------- | ------ | ------ |
| Capità: Johan Hedberg |        |        |
| Jugador               | RI     | RD     |
| Elias Ymer            | 175    | –      |
| Leo Borg              | 334    | 1314   |
| Karl Friberg          | 391    | 1007   |
| Filip Bergevi         | 1103   | 175    |
| André Göransson       | –      | 71     |

Grup B
| Austràlia              | Austràlia | Austràlia |
| ---------------------- | --------- | --------- |
| Capità: Lleyton Hewitt |           |           |
| Jugador                | RI        | RD        |
| Alex de Minaur         | 12        | 285       |
| Max Purcell            | 43        | 45        |
| Jordan Thompson        | 55        | 111       |
| Thanasi Kokkinakis     | 74        | 148       |
| Matthew Ebden          | –         | 8         |

| França                     | França | França |
| -------------------------- | ------ | ------ |
| Capità: Sébastien Grosjean |        |        |
| Jugador                    | RI     | RD     |
| Adrian Mannarino           | 34     | 147    |
| Ugo Humbert                | 34     | –      |
| Arthur Fils                | 44     | 491    |
| É. Roger-Vasselin          | –      | 11     |
| Nicolas Mahut              | –      | 32     |

| Regne Unit         | Regne Unit | Regne Unit |
| ------------------ | ---------- | ---------- |
| Capità: Leon Smith |            |            |
| Jugador            | RI         | RD         |
| Cameron Norrie     | 17         | –          |
| Dan Evans          | 27         | 115        |
| Andy Murray        | 41         | 573        |
| Jack Draper        | 106        | –          |
| Neal Skupski       | –          | 3          |

| Suïssa                | Suïssa | Suïssa |
| --------------------- | ------ | ------ |
| Capità: Severin Lüthi |        |        |
| Jugador               | RI     | RD     |
| Stan Wawrinka         | 40     | 217    |
| Dominic Stricker      | 90     | 259    |
| M-A. Hüsler           | 101    | 227    |
| Leandro Riedi         | 152    | 231    |
| A. Ritschard          | 211    | 853    |

Grup C
| Txèquia                   | Txèquia | Txèquia |
| ------------------------- | ------- | ------- |
| Capità: Jaroslav Navrátil |         |         |
| Jugador                   | RI      | RD      |
| Jiri Lehečka              | 30      | 149     |
| Tomas Macháč              | 119     | –       |
| Jakub Menšík              | 151     | 514     |
| Adam Pavlásek             | –       | 57      |

| Sèrbia                 | Sèrbia | Sèrbia |
| ---------------------- | ------ | ------ |
| Capità: Viktor Troicki |        |        |
| Jugador                | RI     | RD     |
| Novak Đoković          | 1      | –      |
| Laslo Đere             | 37     | 575    |
| Miomir Kecmanović      | 48     | 184    |
| Dušan Lajović          | 52     | 865    |
| Nikola Ćaćić           | –      | 62     |

| Corea del Sud         | Corea del Sud | Corea del Sud |
| --------------------- | ------------- | ------------- |
| Capità: Kim Young-jun |               |               |
| Jugador               | RI            | RD            |
| Kwon Soon-woo         | 112           | 503           |
| Hong Seong-chan       | 194           | 642           |
| Chung Yun-seong       | 316           | 144           |
| Nam Ji-sung           | 640           | 126           |
| Song Min-kyu          | –             | 185           |

| Espanya              | Espanya | Espanya |
| -------------------- | ------- | ------- |
| Capità: David Ferrer |         |         |
| Jugador              | RI      | RD      |
| A. Davidovich Fokina | 25      | 583     |
| R. Bautista Agut     | 42      | –       |
| B. Zapata Miralles   | 75      | 405     |
| A. Ramos Viñolas     | 95      | –       |
| Marcel Granollers    | –       | 15      |

Grup D
| Croàcia               | Croàcia | Croàcia |
| --------------------- | ------- | ------- |
| Capità: Vedran Martić |         |         |
| Jugador               | RI      | RD      |
| Borna Gojo            | 77      | –       |
| Dino Prižmić          | 168     | 1727    |
| Duje Ajduković        | 206     | 1330    |
| Ivan Dodig            | –       | 2       |
| Mate Pavić            | –       | 22      |

| Finlàndia               | Finlàndia | Finlàndia |
| ----------------------- | --------- | --------- |
| Capità: Jarkko Nieminen |           |           |
| Jugador                 | RI        | RD        |
| Emil Ruusuvuori         | 57        | 402       |
| Otto Virtanen           | 125       | 343       |
| Patrick Kaukovalta      | 988       | 796       |
| Harri Heliövaara        | –         | 30        |
| P. Niklas-Salminen      | –         | 110       |

| Països Baixos         | Països Baixos | Països Baixos |
| --------------------- | ------------- | ------------- |
| Capità: Paul Haarhuis |               |               |
| Jugador               | RI            | RD            |
| Tallon Griekspoor     | 24            | 87            |
| B. van de Zandschulp  | 68            | 64            |
| Gijs Brouwer          | 172           | 599           |
| Wesley Koolhof        | –             | 4             |
| Matwé Middelkoop      | –             | 34            |

| Estats Units       | Estats Units | Estats Units |
| ------------------ | ------------ | ------------ |
| Capità: Bob Bryan  |              |              |
| Jugador            | RI           | RD           |
| Frances Tiafoe     | 11           | 205          |
| Tommy Paul         | 13           | 333          |
| Mackenzie McDonald | 39           | 50           |
| Austin Krajicek    | –            | 1            |
| Rajeev Ram         | –            | 5            |

#### Fase final
Rànquings a 20 de setembre de 2023.
| Austràlia              | Austràlia | Austràlia |
| ---------------------- | --------- | --------- |
| Capità: Lleyton Hewitt |           |           |
| Jugador                | RI        | RD        |
| Alex de Minaur         | 12        | 176       |
| Alexei Popyrin         | 40        | 258       |
| Max Purcell            | 45        | 35        |
| Jordan Thompson        | 56        | 105       |
| Matthew Ebden          | –         | 4         |

| Canadà                 | Canadà | Canadà |
| ---------------------- | ------ | ------ |
| Capità: Frank Dancevic |        |        |
| Jugador                | RI     | RD     |
| F. Auger-Aliassime     | 29     | 163    |
| Gabriel Diallo         | 139    | 382    |
| Alexis Galarneau       | 203    | 548    |
| Milos Raonic           | 318    | –      |
| Vasek Pospisil         | 434    | 570    |

| Finlàndia               | Finlàndia | Finlàndia |
| ----------------------- | --------- | --------- |
| Capità: Jarkko Nieminen |           |           |
| Jugador                 | RI        | RD        |
| Emil Ruusuvuori         | 69        | 419       |
| Otto Virtanen           | 171       | 389       |
| Patrick Kaukovalta      | 782       | 715       |
| Harri Heliövaara        | –         | 29        |
| P. Niklas-Salminen      | –         | 123       |

| Itàlia                   | Itàlia | Itàlia |
| ------------------------ | ------ | ------ |
| Capità: Filippo Volandri |        |        |
| Jugador                  | RI     | RD     |
| Jannik Sinner            | 4      | 500    |
| Lorenzo Musetti          | 27     | 280    |
| Matteo Arnaldi           | 44     | 570    |
| Lorenzo Sonego           | 47     | 243    |
| Simone Bolelli           | –      | 55     |

| Països Baixos         | Països Baixos | Països Baixos |
| --------------------- | ------------- | ------------- |
| Capità: Paul Haarhuis |               |               |
| Jugador               | RI            | RD            |
| Tallon Griekspoor     | 23            | 109           |
| B. van de Zandschulp  | 51            | 83            |
| Gijs Brouwer          | 164           | 444           |
| Wesley Koolhof        | –             | 8             |
| Jean-Julien Rojer     | –             | 18            |

| Regne Unit         | Regne Unit | Regne Unit |
| ------------------ | ---------- | ---------- |
| Capità: Leon Smith |            |            |
| Jugador            | RI         | RD         |
| Cameron Norrie     | 18         | 193        |
| Jack Draper        | 60         | –          |
| Liam Broady        | 103        | 236        |
| Joe Salisbury      | –          | 7          |
| Neal Skupski       | –          | 9          |

| Sèrbia                 | Sèrbia | Sèrbia |
| ---------------------- | ------ | ------ |
| Capità: Viktor Troicki |        |        |
| Jugador                | RI     | RD     |
| Novak Đoković          | 1      | –      |
| Laslo Đere             | 33     | 570    |
| Dušan Lajović          | 46     | 851    |
| Miomir Kecmanović      | 55     | 158    |
| Hamad Medjedovic       | 111    | 1358   |

| Txèquia                   | Txèquia | Txèquia |
| ------------------------- | ------- | ------- |
| Capità: Jaroslav Navrátil |         |         |
| Jugador                   | RI      | RD      |
| Jiri Lehečka              | 31      | 147     |
| Tomas Macháč              | 78      | –       |
| Jakub Menšík              | 147     | 546     |
| Adam Pavlásek             | –       | 56      |

## Fase de grups

### Resum
| Grup | Primer        | Primer | Primer | Primer | Segon     | Segon | Segon | Segon | Tercer       | Tercer | Tercer | Tercer | Quart         | Quart | Quart | Quart |
| Grup | País          | E      | P      | S      | País      | E     | P     | S     | País         | E      | P      | S      | País          | E     | P     | S     |
| ---- | ------------- | ------ | ------ | ------ | --------- | ----- | ----- | ----- | ------------ | ------ | ------ | ------ | ------------- | ----- | ----- | ----- |
| A    | Canadà        | 3−0    | 8−1    | 16−6   | Itàlia    | 2−1   | 5−4   | 13−10 | Xile         | 1−2    | 4−5    | 11−11  | Suècia        | 0−3   | 1−8   | 3−18  |
| B    | Regne Unit    | 3−0    | 6−3    | 13−11  | Austràlia | 2−1   | 6−3   | 20−6  | França       | 1−2    | 5−4    | 12−10  | Suïssa        | 0−3   | 1−8   | 4−22  |
| C    | Txèquia       | 3−0    | 9−0    | 18−4   | Sèrbia    | 2−0   | 6−3   | 13−8  | Espanya      | 1−2    | 2−7    | 6−14   | Corea del Sud | 0−3   | 1−8   | 6−17  |
| D    | Països Baixos | 2−1    | 5−4    | 13−11  | Finlàndia | 2−1   | 6−3   | 13−9  | Estats Units | 1−2    | 3−6    | 10−14  | Croàcia       | 1−2   | 4−5   | 11−12 |

### Grup A

#### Classificació
| CS | País   | Canadà | Itàlia | Suècia | Xile | Punts | Partits | Sets    | Pos. |
| 1  | Canadà |        | 3−0    | 3−0    | 2−1  | 3 − 0 | 8 − 1   | 16 − 6  | 1    |
|    | Itàlia | 0−3    |        | 2−1    | 3−0  | 2 − 1 | 5 − 4   | 13 − 10 | 2    |
|    | Suècia | 0−3    | 1−2    |        | 0−3  | 0 − 3 | 1 − 8   | 3 − 18  | 4    |
|    | Xile   | 1−2    | 0−3    | 3−0    |      | 1 − 2 | 4 − 5   | 11 − 11 | 3    |

#### Suècia vs. Xile
| · Suècia · 0 | Unipol Arena, Bolonya, Itàlia 12 de setembre de 2023 Dura interior | Unipol Arena, Bolonya, Itàlia 12 de setembre de 2023 Dura interior    | · Xile · 3 |     |     |  |
| \| \| [3] \| \| 1 \| 2 \| 3 \| \| \| - \| ------------- \| --------------------------------------------------------------------- \| --- \| --- \| --- \| \| \| 1 \| Suècia · Xile \| Leo Borg Cristian Garín \| 6 7 \| 6 3 \| 5 7 \| \| \| 2 \| Suècia · Xile \| Elias Ymer Nicolás Jarry \| 2 6 \| 4 6 \| \| \| \| 3 \| Suècia · Xile \| Filip Bergevi / Andre Goransson Tomás Barrios Vera / Alejandro Tabilo \| 4 6 \| 5 7 \| \| \| |                                                                    |                                                                       |            |     |     |  |
| | [ 3 ]                                                              |                                                                       | 1          | 2   | 3   |  |
| 1 | Suècia · Xile                                                      | Leo Borg Cristian Garín                                               | 6 7        | 6 3 | 5 7 |  |
| 2 | Suècia · Xile                                                      | Elias Ymer Nicolás Jarry                                              | 2 6        | 4 6 |     |  |
| 3 | Suècia · Xile                                                      | Filip Bergevi / Andre Goransson Tomás Barrios Vera / Alejandro Tabilo | 4 6        | 5 7 |     |  |

#### Canadà vs. Itàlia
| · Canadà · 3 | Unipol Arena, Bolonya, Itàlia 13 de setembre de 2023 Dura interior | Unipol Arena, Bolonya, Itàlia 13 de setembre de 2023 Dura interior | · Itàlia · 0 |     |      |  |
| \| \| [4] \| \| 1 \| 2 \| 3 \| \| \| - \| --------------- \| ----------------------------------------------------------------- \| ---- \| --- \| ---- \| \| \| 1 \| Canadà · Itàlia \| Alexis Galarneau Lorenzo Sonego \| 7 68 \| 6 4 \| \| \| \| 2 \| Canadà · Itàlia \| Gabriel Diallo Lorenzo Musetti \| 7 5 \| 6 4 \| \| \| \| 3 \| Canadà · Itàlia \| Alexis Galarneau / Vasek Pospisil Matteo Arnaldi / Simone Bolelli \| 64 7 \| 6 4 \| 7 63 \| \| |                                                                    |                                                                    |              |     |      |  |
| | [ 4 ]                                                              |                                                                    | 1            | 2   | 3    |  |
| 1 | Canadà · Itàlia                                                    | Alexis Galarneau Lorenzo Sonego                                    | 7 68         | 6 4 |      |  |
| 2 | Canadà · Itàlia                                                    | Gabriel Diallo Lorenzo Musetti                                     | 7 5          | 6 4 |      |  |
| 3 | Canadà · Itàlia                                                    | Alexis Galarneau / Vasek Pospisil Matteo Arnaldi / Simone Bolelli  | 64 7         | 6 4 | 7 63 |  |

#### Canadà vs. Suècia
| · Canadà · 3 | Unipol Arena, Bolonya, Itàlia 14 de setembre de 2023 Dura interior | Unipol Arena, Bolonya, Itàlia 14 de setembre de 2023 Dura interior | · Suècia · 0 |      |     |  |
| \| \| [5] \| \| 1 \| 2 \| 3 \| \| \| - \| --------------- \| ----------------------------------------------------------------- \| ---- \| ---- \| --- \| \| \| 1 \| Canadà · Suècia \| Vasek Pospisil Leo Borg \| 7 65 \| 5 7 \| 6 2 \| \| \| 2 \| Canadà · Suècia \| Gabriel Diallo Elias Ymer \| 6 4 \| 6 3 \| \| \| \| 3 \| Canadà · Suècia \| Alexis Galarneau / Vasek Pospisil Filip Bergevi / Andre Goransson \| 7 6⁹ \| 7 63 \| \| \| |                                                                    |                                                                    |              |      |     |  |
| | [ 5 ]                                                              |                                                                    | 1            | 2    | 3   |  |
| 1 | Canadà · Suècia                                                    | Vasek Pospisil Leo Borg                                            | 7 65         | 5 7  | 6 2 |  |
| 2 | Canadà · Suècia                                                    | Gabriel Diallo Elias Ymer                                          | 6 4          | 6 3  |     |  |
| 3 | Canadà · Suècia                                                    | Alexis Galarneau / Vasek Pospisil Filip Bergevi / Andre Goransson  | 7 6⁹         | 7 63 |     |  |

#### Itàlia vs. Xile
| · Itàlia · 3 | Unipol Arena, Bolonya, Itàlia 15 de setembre de 2023 Dura interior | Unipol Arena, Bolonya, Itàlia 15 de setembre de 2023 Dura interior     | · Xile · 0 |     |      |  |
| \| \| [6] \| \| 1 \| 2 \| 3 \| \| \| - \| ------------- \| ---------------------------------------------------------------------- \| ---- \| --- \| ---- \| \| \| 1 \| Itàlia · Xile \| Matteo Arnaldi Cristian Garín \| 2 6 \| 6 4 \| 6 3 \| \| \| 2 \| Itàlia · Xile \| Lorenzo Sonego Nicolás Jarry \| 3 6 \| 7 5 \| 6 4 \| \| \| 3 \| Itàlia · Xile \| Lorenzo Musetti / Lorenzo Sonego Tomás Barrios Vera / Alejandro Tabilo \| 63 7 \| 6 3 \| 7 62 \| \| |                                                                    |                                                                        |            |     |      |  |
| | [ 6 ]                                                              |                                                                        | 1          | 2   | 3    |  |
| 1 | Itàlia · Xile                                                      | Matteo Arnaldi Cristian Garín                                          | 2 6        | 6 4 | 6 3  |  |
| 2 | Itàlia · Xile                                                      | Lorenzo Sonego Nicolás Jarry                                           | 3 6        | 7 5 | 6 4  |  |
| 3 | Itàlia · Xile                                                      | Lorenzo Musetti / Lorenzo Sonego Tomás Barrios Vera / Alejandro Tabilo | 63 7       | 6 3 | 7 62 |  |

#### Canadà vs. Xile
| · Canadà · 2 | Unipol Arena, Bolonya, Itàlia 16 de setembre de 2023 Dura interior | Unipol Arena, Bolonya, Itàlia 16 de setembre de 2023 Dura interior      | · Xile · 1 |      |   |  |
| \| \| [7] \| \| 1 \| 2 \| 3 \| \| \| - \| ------------- \| ----------------------------------------------------------------------- \| --- \| ---- \| - \| \| \| 1 \| Canadà · Xile \| Alexis Galarneau Alejandro Tabilo \| 6 3 \| 7 65 \| \| \| \| 2 \| Canadà · Xile \| Gabriel Diallo Nicolás Jarry \| 4 6 \| 4 6 \| \| \| \| 3 \| Canadà · Xile \| Alexis Galarneau / Vasek Pospisil Tomás Barrios Vera / Alejandro Tabilo \| 6 3 \| 7 67 \| \| \| |                                                                    |                                                                         |            |      |   |  |
| | [ 7 ]                                                              |                                                                         | 1          | 2    | 3 |  |
| 1 | Canadà · Xile                                                      | Alexis Galarneau Alejandro Tabilo                                       | 6 3        | 7 65 |   |  |
| 2 | Canadà · Xile                                                      | Gabriel Diallo Nicolás Jarry                                            | 4 6        | 4 6  |   |  |
| 3 | Canadà · Xile                                                      | Alexis Galarneau / Vasek Pospisil Tomás Barrios Vera / Alejandro Tabilo | 6 3        | 7 67 |   |  |

#### Itàlia vs. Suècia
| · Itàlia · 2 | Unipol Arena, Bolonya, Itàlia 17 de setembre de 2023 Dura interior | Unipol Arena, Bolonya, Itàlia 17 de setembre de 2023 Dura interior | · Suècia · 1 |      |          |  |
| \| \| [8] \| \| 1 \| 2 \| 3 \| \| \| - \| --------------- \| ---------------------------------------------------------------- \| --- \| ---- \| -------- \| \| \| 1 \| Itàlia · Suècia \| Matteo Arnaldi Leo Borg \| 6 4 \| 6 3 \| \| \| \| 2 \| Itàlia · Suècia \| Lorenzo Sonego Elias Ymer \| 6 4 \| 6 4 \| \| \| \| 3 \| Itàlia · Suècia \| Simone Bolelli / Lorenzo Musetti Filip Bergevi / Andre Goransson \| 6 4 \| 64 7 \| [8] [10] \| \| |                                                                    |                                                                    |              |      |          |  |
| | [ 8 ]                                                              |                                                                    | 1            | 2    | 3        |  |
| 1 | Itàlia · Suècia                                                    | Matteo Arnaldi Leo Borg                                            | 6 4          | 6 3  |          |  |
| 2 | Itàlia · Suècia                                                    | Lorenzo Sonego Elias Ymer                                          | 6 4          | 6 4  |          |  |
| 3 | Itàlia · Suècia                                                    | Simone Bolelli / Lorenzo Musetti Filip Bergevi / Andre Goransson   | 6 4          | 64 7 | [8] [10] |  |

### Grup B

#### Classificació
| CS | País       | Austràlia | Regne Unit | França | Suïssa | Punts | Partits | Sets    | Pos. |
| 2  | Austràlia  |           | 1−2        | 2−1    | 3−0    | 2 − 1 | 6 − 3   | 20 − 6  | 2    |
|    | Regne Unit | 2−1       |            | 2−1    | 2−1    | 3 − 0 | 6 − 3   | 13 − 11 | 1    |
|    | França     | 1−2       | 1−2        |        | 3−0    | 1 − 2 | 5 − 4   | 12 − 10 | 3    |
|    | Suïssa     | 0−3       | 1−2        | 0−3    |        | 0 − 3 | 1 − 8   | 4 − 22  | 4    |

#### França vs. Suïssa
| · França · 3 | Manchester Arena, Manchester, Regne Unit 12 de setembre de 2023 Dura interior | Manchester Arena, Manchester, Regne Unit 12 de setembre de 2023 Dura interior | · Suïssa · 0 |     |     |  |
| \| \| [9] \| \| 1 \| 2 \| 3 \| \| \| - \| --------------- \| ------------------------------------------------------------------------- \| --- \| --- \| --- \| \| \| 1 \| França · Suïssa \| Adrian Mannarino Dominic Stricker \| 3 6 \| 6 1 \| 6 4 \| \| \| 2 \| França · Suïssa \| Ugo Humbert Stan Wawrinka \| 6 4 \| 6 4 \| \| \| \| 3 \| França · Suïssa \| Nicolas Mahut / Édouard Roger-Vasselin Marc-Andrea Hüsler / Stan Wawrinka \| 6 2 \| 6 2 \| \| \| |                                                                               |                                                                               |              |     |     |  |
| | [ 9 ]                                                                         |                                                                               | 1            | 2   | 3   |  |
| 1 | França · Suïssa                                                               | Adrian Mannarino Dominic Stricker                                             | 3 6          | 6 1 | 6 4 |  |
| 2 | França · Suïssa                                                               | Ugo Humbert Stan Wawrinka                                                     | 6 4          | 6 4 |     |  |
| 3 | França · Suïssa                                                               | Nicolas Mahut / Édouard Roger-Vasselin Marc-Andrea Hüsler / Stan Wawrinka     | 6 2          | 6 2 |     |  |

#### Austràlia vs. Regne Unit
| · Austràlia · 1 | Manchester Arena, Manchester, Regne Unit 13 de setembre de 2023 Dura interior | Manchester Arena, Manchester, Regne Unit 13 de setembre de 2023 Dura interior | · Regne Unit · 2 |     |      |  |
| \| \| [10] \| \| 1 \| 2 \| 3 \| \| \| - \| ---------------------- \| ------------------------------------------------------- \| ---- \| --- \| ---- \| \| \| 1 \| Austràlia · Regne Unit \| Thanasi Kokkinakis Jack Draper \| 7 6 \| 3 6 \| 64 7 \| \| \| 2 \| Austràlia · Regne Unit \| Alex de Minaur Daniel Evans \| 1 6 \| 6 2 \| 4 6 \| \| \| 3 \| Austràlia · Regne Unit \| Matthew Ebden / Max Purcell Daniel Evans / Neal Skupski \| 7 65 \| 6 4 \| \| \| |                                                                               |                                                                               |                  |     |      |  |
| | [ 10 ]                                                                        |                                                                               | 1                | 2   | 3    |  |
| 1 | Austràlia · Regne Unit                                                        | Thanasi Kokkinakis Jack Draper                                                | 7 6              | 3 6 | 64 7 |  |
| 2 | Austràlia · Regne Unit                                                        | Alex de Minaur Daniel Evans                                                   | 1 6              | 6 2 | 4 6  |  |
| 3 | Austràlia · Regne Unit                                                        | Matthew Ebden / Max Purcell Daniel Evans / Neal Skupski                       | 7 65             | 6 4 |      |  |

#### Austràlia vs. França
| · Austràlia · 2 | Manchester Arena, Manchester, Regne Unit 14 de setembre de 2023 Dura interior | Manchester Arena, Manchester, Regne Unit 14 de setembre de 2023 Dura interior | · França · 1 |     |   |  |
| \| \| [11] \| \| 1 \| 2 \| 3 \| \| \| - \| ------------------ \| ------------------------------------------------------------------ \| ---- \| --- \| - \| \| \| 1 \| Austràlia · França \| Max Purcell Adrian Mannarino \| 64 7 \| 4 6 \| \| \| \| 2 \| Austràlia · França \| Alex de Minaur Ugo Humbert \| 7 62 \| 6 3 \| \| \| \| 3 \| Austràlia · França \| Matthew Ebden / Max Purcell Nicolas Mahut / Édouard Roger-Vasselin \| 7 5 \| 6 3 \| \| \| |                                                                               |                                                                               |              |     |   |  |
| | [ 11 ]                                                                        |                                                                               | 1            | 2   | 3 |  |
| 1 | Austràlia · França                                                            | Max Purcell Adrian Mannarino                                                  | 64 7         | 4 6 |   |  |
| 2 | Austràlia · França                                                            | Alex de Minaur Ugo Humbert                                                    | 7 62         | 6 3 |   |  |
| 3 | Austràlia · França                                                            | Matthew Ebden / Max Purcell Nicolas Mahut / Édouard Roger-Vasselin            | 7 5          | 6 3 |   |  |

#### Regne Unit vs. Suïssa
| · Regne Unit · 2 | Manchester Arena, Manchester, Regne Unit 15 de setembre de 2023 Dura interior | Manchester Arena, Manchester, Regne Unit 15 de setembre de 2023 Dura interior | · Suïssa · 1 |     |     |  |
| \| \| [12] \| \| 1 \| 2 \| 3 \| \| \| - \| ------------------- \| ------------------------------------------------------------ \| --- \| --- \| --- \| \| \| 1 \| Regne Unit · Suïssa \| Andy Murray Leandro Riedi \| 67 \| 6 4 \| 6 4 \| \| \| 2 \| Regne Unit · Suïssa \| Cameron Norrie Stan Wawrinka \| 5 7 \| 4 6 \| \| \| \| 3 \| Regne Unit · Suïssa \| Daniel Evans / Neal Skupski Dominic Stricker / Stan Wawrinka \| 6 3 \| 6 3 \| \| \| |                                                                               |                                                                               |              |     |     |  |
| | [ 12 ]                                                                        |                                                                               | 1            | 2   | 3   |  |
| 1 | Regne Unit · Suïssa                                                           | Andy Murray Leandro Riedi                                                     | 67           | 6 4 | 6 4 |  |
| 2 | Regne Unit · Suïssa                                                           | Cameron Norrie Stan Wawrinka                                                  | 5 7          | 4 6 |     |  |
| 3 | Regne Unit · Suïssa                                                           | Daniel Evans / Neal Skupski Dominic Stricker / Stan Wawrinka                  | 6 3          | 6 3 |     |  |

#### Austràlia vs. Suïssa
| · Austràlia · 3 | Manchester Arena, Manchester, Regne Unit 16 de setembre de 2023 Dura interior | Manchester Arena, Manchester, Regne Unit 16 de setembre de 2023 Dura interior | · Suïssa · 0 |     |   |  |
| \| \| [13] \| \| 1 \| 2 \| 3 \| \| \| - \| ------------------ \| ----------------------------------------------------------------- \| --- \| --- \| - \| \| \| 1 \| Austràlia · Suïssa \| Thanasi Kokkinakis Dominic Stricker \| 6 3 \| 7 5 \| \| \| \| 2 \| Austràlia · Suïssa \| Alex de Minaur Marc-Andrea Hüsler \| 6 4 \| 6 3 \| \| \| \| 3 \| Austràlia · Suïssa \| Matthew Ebden / Max Purcell Marc-Andrea Hüsler / Dominic Stricker \| 6 2 \| 6 4 \| \| \| |                                                                               |                                                                               |              |     |   |  |
| | [ 13 ]                                                                        |                                                                               | 1            | 2   | 3 |  |
| 1 | Austràlia · Suïssa                                                            | Thanasi Kokkinakis Dominic Stricker                                           | 6 3          | 7 5 |   |  |
| 2 | Austràlia · Suïssa                                                            | Alex de Minaur Marc-Andrea Hüsler                                             | 6 4          | 6 3 |   |  |
| 3 | Austràlia · Suïssa                                                            | Matthew Ebden / Max Purcell Marc-Andrea Hüsler / Dominic Stricker             | 6 2          | 6 4 |   |  |

#### Regne Unit vs. França
| · Regne Unit · 2 | Manchester Arena, Manchester, Regne Unit 17 de setembre de 2023 Dura interior | Manchester Arena, Manchester, Regne Unit 17 de setembre de 2023 Dura interior | · França · 1 |      |     |  |
| \| \| [14] \| \| 1 \| 2 \| 3 \| \| \| - \| ------------------- \| ------------------------------------------------------------------ \| ---- \| ---- \| --- \| \| \| 1 \| Regne Unit · França \| Daniel Evans Arthur Fils \| 3 6 \| 6 3 \| 6 4 \| \| \| 2 \| Regne Unit · França \| Cameron Norrie Ugo Humbert \| 65 7 \| 6 3 \| 5 7 \| \| \| 3 \| Regne Unit · França \| Daniel Evans / Neal Skupski Nicolas Mahut / Édouard Roger-Vasselin \| 1 6 \| 7 64 \| 7 6 \| \| |                                                                               |                                                                               |              |      |     |  |
| | [ 14 ]                                                                        |                                                                               | 1            | 2    | 3   |  |
| 1 | Regne Unit · França                                                           | Daniel Evans Arthur Fils                                                      | 3 6          | 6 3  | 6 4 |  |
| 2 | Regne Unit · França                                                           | Cameron Norrie Ugo Humbert                                                    | 65 7         | 6 3  | 5 7 |  |
| 3 | Regne Unit · França                                                           | Daniel Evans / Neal Skupski Nicolas Mahut / Édouard Roger-Vasselin            | 1 6          | 7 64 | 7 6 |  |

### Grup C

#### Classificació
| CS | País          | Espanya | Sèrbia | Txèquia | Corea del Sud | Punts | Partits | Sets   | Pos. |
| 3  | Espanya       |         | 0−3    | 0−3     | 2−1           | 1 − 2 | 2 − 7   | 6 − 14 | 3    |
|    | Sèrbia        | 3−0     |        | 0−3     | 3−0           | 2 − 1 | 6 − 3   | 13 − 8 | 2    |
|    | Txèquia       | 3−0     | 3−0    |         | 3−0           | 3 − 0 | 9 − 0   | 18 − 4 | 1    |
|    | Corea del Sud | 1−2     | 0−3    | 0−3     |               | 0 − 3 | 1 − 8   | 6 − 17 | 4    |

#### Sèrbia vs. Corea del Sud
| · Sèrbia · 3 | Pavelló Font de Sant Lluís, València, Espanya 12 de setembre de 2023 Dura interior | Pavelló Font de Sant Lluís, València, Espanya 12 de setembre de 2023 Dura interior | · Corea del Sud · 0 |      |      |  |
| \| \| [15] \| \| 1 \| 2 \| 3 \| \| \| - \| ---------------------- \| ----------------------------------------------------------- \| --- \| ---- \| ---- \| \| \| 1 \| Sèrbia · Corea del Sud \| Dusan Lajovic Hong Seong-chan \| 6 4 \| 7 63 \| \| \| \| 2 \| Sèrbia · Corea del Sud \| Laslo Djere Kwon Soon-woo \| 4 6 \| 6 2 \| 6 2 \| \| \| 3 \| Sèrbia · Corea del Sud \| Nikola Cacic / Miomir Kecmanovic Nam Ji-sung / Song Min-kyu \| 3 6 \| 6 4 \| 7 65 \| \| |                                                                                    |                                                                                    |                     |      |      |  |
| | [ 15 ]                                                                             |                                                                                    | 1                   | 2    | 3    |  |
| 1 | Sèrbia · Corea del Sud                                                             | Dusan Lajovic Hong Seong-chan                                                      | 6 4                 | 7 63 |      |  |
| 2 | Sèrbia · Corea del Sud                                                             | Laslo Djere Kwon Soon-woo                                                          | 4 6                 | 6 2  | 6 2  |  |
| 3 | Sèrbia · Corea del Sud                                                             | Nikola Cacic / Miomir Kecmanovic Nam Ji-sung / Song Min-kyu                        | 3 6                 | 6 4  | 7 65 |  |

#### Espanya vs. Txèquia
| · Espanya · 0 | Pavelló Font de Sant Lluís, València, Espanya 13 de setembre de 2023 Dura interior | Pavelló Font de Sant Lluís, València, Espanya 13 de setembre de 2023 Dura interior | · Txèquia · 3 |     |     |  |
| \| \| [16] \| \| 1 \| 2 \| 3 \| \| \| - \| ----------------- \| ---------------------------------------------------------------------------- \| ---- \| --- \| --- \| \| \| 1 \| Espanya · Txèquia \| Bernabé Zapata Miralles Tomas Machac \| 4 6 \| 4 6 \| \| \| \| 2 \| Espanya · Txèquia \| Alejandro Davidovich Fokina Jiri Lehecka \| 65 7 \| 5 7 \| \| \| \| 3 \| Espanya · Txèquia \| Alejandro Davidovich Fokina / Marcel Granollers Jakub Mensik / Adam Pavlásek \| 7 5 \| 6 7 \| 4 6 \| \| |                                                                                    |                                                                                    |               |     |     |  |
| | [ 16 ]                                                                             |                                                                                    | 1             | 2   | 3   |  |
| 1 | Espanya · Txèquia                                                                  | Bernabé Zapata Miralles Tomas Machac                                               | 4 6           | 4 6 |     |  |
| 2 | Espanya · Txèquia                                                                  | Alejandro Davidovich Fokina Jiri Lehecka                                           | 65 7          | 5 7 |     |  |
| 3 | Espanya · Txèquia                                                                  | Alejandro Davidovich Fokina / Marcel Granollers Jakub Mensik / Adam Pavlásek       | 7 5           | 6 7 | 4 6 |  |

#### Txèquia vs. Corea del Sud
| · Txèquia · 3 | Pavelló Font de Sant Lluís, València, Espanya 14 de setembre de 2023 Dura interior | Pavelló Font de Sant Lluís, València, Espanya 14 de setembre de 2023 Dura interior | · Corea del Sud · 0 |      |     |  |
| \| \| [17] \| \| 1 \| 2 \| 3 \| \| \| - \| ----------------------- \| ------------------------------------------------------- \| ---- \| ---- \| --- \| \| \| 1 \| Txèquia · Corea del Sud \| Tomas Machac Hong Seong-chan \| 7 68 \| 4 6 \| 6 2 \| \| \| 2 \| Txèquia · Corea del Sud \| Jiri Lehecka Kwon Soon-woo \| 6 1 \| 7 5 \| \| \| \| 3 \| Txèquia · Corea del Sud \| Jakub Mensik / Adam Pavlásek Nam Ji-sung / Song Min-kyu \| 3 6 \| 7 65 \| 6 4 \| \| |                                                                                    |                                                                                    |                     |      |     |  |
| | [ 17 ]                                                                             |                                                                                    | 1                   | 2    | 3   |  |
| 1 | Txèquia · Corea del Sud                                                            | Tomas Machac Hong Seong-chan                                                       | 7 68                | 4 6  | 6 2 |  |
| 2 | Txèquia · Corea del Sud                                                            | Jiri Lehecka Kwon Soon-woo                                                         | 6 1                 | 7 5  |     |  |
| 3 | Txèquia · Corea del Sud                                                            | Jakub Mensik / Adam Pavlásek Nam Ji-sung / Song Min-kyu                            | 3 6                 | 7 65 | 6 4 |  |

#### Espanya vs. Sèrbia
| · Espanya · 0 | Pavelló Font de Sant Lluís, València, Espanya 15 de setembre de 2023 Dura interior | Pavelló Font de Sant Lluís, València, Espanya 15 de setembre de 2023 Dura interior | · Sèrbia · 3 |       |   |  |
| \| \| [18] \| \| 1 \| 2 \| 3 \| \| \| - \| ---------------- \| -------------------------------------------------------------------------------- \| --- \| ----- \| - \| \| \| 1 \| Espanya · Sèrbia \| Albert Ramos Viñolas Laslo Djere \| 4 6 \| 4 6 \| \| \| \| 2 \| Espanya · Sèrbia \| Alejandro Davidovich Fokina Novak Đoković \| 3 6 \| 4 6 \| \| \| \| 3 \| Espanya · Sèrbia \| Alejandro Davidovich Fokina / Marcel Granollers Nikola Cacic / Miomir Kecmanovic \| 4 6 \| 613 7 \| \| \| |                                                                                    |                                                                                    |              |       |   |  |
| | [ 18 ]                                                                             |                                                                                    | 1            | 2     | 3 |  |
| 1 | Espanya · Sèrbia                                                                   | Albert Ramos Viñolas Laslo Djere                                                   | 4 6          | 4 6   |   |  |
| 2 | Espanya · Sèrbia                                                                   | Alejandro Davidovich Fokina Novak Đoković                                          | 3 6          | 4 6   |   |  |
| 3 | Espanya · Sèrbia                                                                   | Alejandro Davidovich Fokina / Marcel Granollers Nikola Cacic / Miomir Kecmanovic   | 4 6          | 613 7 |   |  |

#### Sèrbia vs. Txèquia
| · Sèrbia · 0 | Pavelló Font de Sant Lluís, València, Espanya 16 de setembre de 2023 Dura interior | Pavelló Font de Sant Lluís, València, Espanya 16 de setembre de 2023 Dura interior | · Txèquia · 3 |      |          |  |
| \| \| [19] \| \| 1 \| 2 \| 3 \| \| \| - \| ---------------- \| --------------------------------------------------------- \| --- \| ---- \| -------- \| \| \| 1 \| Sèrbia · Txèquia \| Dusan Lajovic Jakub Mensik \| 3 6 \| 2 6 \| \| \| \| 2 \| Sèrbia · Txèquia \| Laslo Djere Jiri Lehecka \| 67 \| 5 7 \| \| \| \| 3 \| Sèrbia · Txèquia \| Nikola Cacic / Novak Đoković Tomas Machac / Adam Pavlásek \| 5 7 \| 7 67 \| [3] [10] \| \| |                                                                                    |                                                                                    |               |      |          |  |
| | [ 19 ]                                                                             |                                                                                    | 1             | 2    | 3        |  |
| 1 | Sèrbia · Txèquia                                                                   | Dusan Lajovic Jakub Mensik                                                         | 3 6           | 2 6  |          |  |
| 2 | Sèrbia · Txèquia                                                                   | Laslo Djere Jiri Lehecka                                                           | 67            | 5 7  |          |  |
| 3 | Sèrbia · Txèquia                                                                   | Nikola Cacic / Novak Đoković Tomas Machac / Adam Pavlásek                          | 5 7           | 7 67 | [3] [10] |  |

#### Espanya vs. Corea del Sud
| · Espanya · 2 | Pavelló Font de Sant Lluís, València, Espanya 17 de setembre de 2023 Dura interior | Pavelló Font de Sant Lluís, València, Espanya 17 de setembre de 2023 Dura interior | · Corea del Sud · 1 |     |          |  |
| \| \| [20] \| \| 1 \| 2 \| 3 \| \| \| - \| ----------------------- \| ------------------------------------------------------------------- \| ---- \| --- \| -------- \| \| \| 1 \| Espanya · Corea del Sud \| Bernabé Zapata Miralles Hong Seong-chan \| 6 4 \| 7 5 \| \| \| \| 2 \| Espanya · Corea del Sud \| Alejandro Davidovich Fokina Kwon Soon-woo \| 6 4 \| 6 4 \| \| \| \| 3 \| Espanya · Corea del Sud \| Albert Ramos Viñolas / Marcel Granollers Nam Ji-sung / Song Min-kyu \| 7 62 \| 6 7 \| [8] [10] \| \| |                                                                                    |                                                                                    |                     |     |          |  |
| | [ 20 ]                                                                             |                                                                                    | 1                   | 2   | 3        |  |
| 1 | Espanya · Corea del Sud                                                            | Bernabé Zapata Miralles Hong Seong-chan                                            | 6 4                 | 7 5 |          |  |
| 2 | Espanya · Corea del Sud                                                            | Alejandro Davidovich Fokina Kwon Soon-woo                                          | 6 4                 | 6 4 |          |  |
| 3 | Espanya · Corea del Sud                                                            | Albert Ramos Viñolas / Marcel Granollers Nam Ji-sung / Song Min-kyu                | 7 62                | 6 7 | [8] [10] |  |

### Grup D

#### Classificació
| CS | País          | Croàcia | Països Baixos | Estats Units | Finlàndia | Punts | Partits | Sets    | Pos. |
| 4  | Croàcia       |         | 2−1           | 1−2          | 1−2       | 1 − 2 | 4 − 5   | 11 − 12 | 4    |
|    | Països Baixos | 1−2     |               | 2−1          | 2−1       | 2 − 1 | 5 − 4   | 13 − 11 | 1    |
|    | Estats Units  | 2−1     | 1−2           |              | 0−3       | 1 − 2 | 3 − 6   | 10 − 14 | 3    |
|    | Finlàndia     | 2−1     | 1−2           | 3−0          |           | 2 − 1 | 6 − 3   | 13 − 9  | 2    |

#### Països Baixos vs. Finlàndia
| · Països Baixos · 2 | Arena Gripe, Split, Croàcia 12 de setembre de 2023 Dura interior | Arena Gripe, Split, Croàcia 12 de setembre de 2023 Dura interior            | · Finlàndia · 1 |      |     |  |
| \| \| [21] \| \| 1 \| 2 \| 3 \| \| \| - \| ------------------------- \| --------------------------------------------------------------------------- \| ---- \| ---- \| --- \| \| \| 1 \| Països Baixos · Finlàndia \| Botic van de Zandschulp Otto Virtanen \| 60 7 \| 4 6 \| \| \| \| 2 \| Països Baixos · Finlàndia \| Tallon Griekspoor Emil Ruusuvuori \| 7 67 \| 6 3 \| \| \| \| 3 \| Països Baixos · Finlàndia \| Wesley Koolhof / Matwé Middelkoop Harri Heliovaara / Patrik Niklas-Salminen \| 6 4 \| 65 7 \| 6 3 \| \| |                                                                  |                                                                             |                 |      |     |  |
| | [ 21 ]                                                           |                                                                             | 1               | 2    | 3   |  |
| 1 | Països Baixos · Finlàndia                                        | Botic van de Zandschulp Otto Virtanen                                       | 60 7            | 4 6  |     |  |
| 2 | Països Baixos · Finlàndia                                        | Tallon Griekspoor Emil Ruusuvuori                                           | 7 67            | 6 3  |     |  |
| 3 | Països Baixos · Finlàndia                                        | Wesley Koolhof / Matwé Middelkoop Harri Heliovaara / Patrik Niklas-Salminen | 6 4             | 65 7 | 6 3 |  |

#### Croàcia vs. Estats Units
| · Croàcia · 1 | Arena Gripe, Split, Croàcia 13 de setembre de 2023 Dura interior | Arena Gripe, Split, Croàcia 13 de setembre de 2023 Dura interior | · Estats Units · 2 |      |     |  |
| \| \| [22] \| \| 1 \| 2 \| 3 \| \| \| - \| ---------------------- \| ---------------------------------------------------- \| ---- \| ---- \| --- \| \| \| 1 \| Croàcia · Estats Units \| Dino Prizmic Mackenzie McDonald \| 4 6 \| 2 6 \| \| \| \| 2 \| Croàcia · Estats Units \| Borna Gojo Frances Tiafoe \| 6 4 \| 7 6 \| \| \| \| 3 \| Croàcia · Estats Units \| Ivan Dodig / Mate Pavić Austin Krajicek / Rajeev Ram \| 65 7 \| 7 63 \| 2 6 \| \| |                                                                  |                                                                  |                    |      |     |  |
| | [ 22 ]                                                           |                                                                  | 1                  | 2    | 3   |  |
| 1 | Croàcia · Estats Units                                           | Dino Prizmic Mackenzie McDonald                                  | 4 6                | 2 6  |     |  |
| 2 | Croàcia · Estats Units                                           | Borna Gojo Frances Tiafoe                                        | 6 4                | 7 6  |     |  |
| 3 | Croàcia · Estats Units                                           | Ivan Dodig / Mate Pavić Austin Krajicek / Rajeev Ram             | 65 7               | 7 63 | 2 6 |  |

#### Països Baixos vs. Estats Units
| · Països Baixos · 2 | Arena Gripe, Split, Croàcia 14 de setembre de 2023 Dura interior | Arena Gripe, Split, Croàcia 14 de setembre de 2023 Dura interior | · Estats Units · 1 |      |      |  |
| \| \| [23] \| \| 1 \| 2 \| 3 \| \| \| - \| ---------------------------- \| -------------------------------------------------------------- \| ---- \| ---- \| ---- \| \| \| 1 \| Països Baixos · Estats Units \| Botic van de Zandschulp Tommy Paul \| 7 62 \| 6 2 \| \| \| \| 2 \| Països Baixos · Estats Units \| Tallon Griekspoor Frances Tiafoe \| 6 3 \| 67 \| 7 63 \| \| \| 3 \| Països Baixos · Estats Units \| Wesley Koolhof / Matwé Middelkoop Austin Krajicek / Rajeev Ram \| 7 65 \| 63 7 \| 3 6 \| \| |                                                                  |                                                                  |                    |      |      |  |
| | [ 23 ]                                                           |                                                                  | 1                  | 2    | 3    |  |
| 1 | Països Baixos · Estats Units                                     | Botic van de Zandschulp Tommy Paul                               | 7 62               | 6 2  |      |  |
| 2 | Països Baixos · Estats Units                                     | Tallon Griekspoor Frances Tiafoe                                 | 6 3                | 67   | 7 63 |  |
| 3 | Països Baixos · Estats Units                                     | Wesley Koolhof / Matwé Middelkoop Austin Krajicek / Rajeev Ram   | 7 65               | 63 7 | 3 6  |  |

#### Croàcia vs. Finlàndia
| · Croàcia · 1 | Arena Gripe, Split, Croàcia 15 de setembre de 2023 Dura interior | Arena Gripe, Split, Croàcia 15 de setembre de 2023 Dura interior  | · Finlàndia · 2 |      |     |  |
| \| \| [24] \| \| 1 \| 2 \| 3 \| \| \| - \| ------------------- \| ----------------------------------------------------------------- \| ---- \| ---- \| --- \| \| \| 1 \| Croàcia · Finlàndia \| Dino Prizmic Otto Virtanen \| 4 6 \| 6 3 \| 3 6 \| \| \| 2 \| Croàcia · Finlàndia \| Borna Gojo Emil Ruusuvuori \| 63 7 \| 4 6 \| \| \| \| 3 \| Croàcia · Finlàndia \| Ivan Dodig / Mate Pavić Harri Heliovaara / Patrik Niklas-Salminen \| 6 4 \| 7 61 \| \| \| |                                                                  |                                                                   |                 |      |     |  |
| | [ 24 ]                                                           |                                                                   | 1               | 2    | 3   |  |
| 1 | Croàcia · Finlàndia                                              | Dino Prizmic Otto Virtanen                                        | 4 6             | 6 3  | 3 6 |  |
| 2 | Croàcia · Finlàndia                                              | Borna Gojo Emil Ruusuvuori                                        | 63 7            | 4 6  |     |  |
| 3 | Croàcia · Finlàndia                                              | Ivan Dodig / Mate Pavić Harri Heliovaara / Patrik Niklas-Salminen | 6 4             | 7 61 |     |  |

#### Estats Units vs. Finlàndia
| · Estats Units · 0 | Arena Gripe, Split, Croàcia 16 de setembre de 2023 Dura interior | Arena Gripe, Split, Croàcia 16 de setembre de 2023 Dura interior   | · Finlàndia · 3 |      |          |  |
| \| \| [25] \| \| 1 \| 2 \| 3 \| \| \| - \| ------------------------ \| ------------------------------------------------------------------ \| ---- \| ---- \| -------- \| \| \| 1 \| Estats Units · Finlàndia \| Mackenzie McDonald Otto Virtanen \| 65 7 \| 6 1 \| 67 \| \| \| 2 \| Estats Units · Finlàndia \| Tommy Paul Emil Ruusuvuori \| 61 7 \| 4 6 \| \| \| \| 3 \| Estats Units · Finlàndia \| Austin Krajicek / Rajeev Ram Harri Heliovaara / Patrick Kaukovalta \| 7 6 \| 65 7 \| [8] [10] \| \| |                                                                  |                                                                    |                 |      |          |  |
| | [ 25 ]                                                           |                                                                    | 1               | 2    | 3        |  |
| 1 | Estats Units · Finlàndia                                         | Mackenzie McDonald Otto Virtanen                                   | 65 7            | 6 1  | 67       |  |
| 2 | Estats Units · Finlàndia                                         | Tommy Paul Emil Ruusuvuori                                         | 61 7            | 4 6  |          |  |
| 3 | Estats Units · Finlàndia                                         | Austin Krajicek / Rajeev Ram Harri Heliovaara / Patrick Kaukovalta | 7 6             | 65 7 | [8] [10] |  |

#### Croàcia vs. Països Baixos
| · Croàcia · 2 | Arena Gripe, Split, Croàcia 17 de setembre de 2023 Dura interior | Arena Gripe, Split, Croàcia 17 de setembre de 2023 Dura interior | · Països Baixos · 1 |      |          |  |
| \| \| [26] \| \| 1 \| 2 \| 3 \| \| \| - \| ----------------------- \| ------------------------------------------------------------- \| --- \| ---- \| -------- \| \| \| 1 \| Croàcia · Països Baixos \| Duje Ajdukovic Botic van de Zandschulp \| 3 6 \| 6 3 \| 5 7 \| \| \| 2 \| Croàcia · Països Baixos \| Borna Gojo Tallon Griekspoor \| 4 6 \| 7 62 \| 6 4 \| \| \| 3 \| Croàcia · Països Baixos \| Duje Ajdukovic / Mate Pavić Wesley Koolhof / Matwé Middelkoop \| 3 6 \| 6 4 \| [10] [8] \| \| |                                                                  |                                                                  |                     |      |          |  |
| | [ 26 ]                                                           |                                                                  | 1                   | 2    | 3        |  |
| 1 | Croàcia · Països Baixos                                          | Duje Ajdukovic Botic van de Zandschulp                           | 3 6                 | 6 3  | 5 7      |  |
| 2 | Croàcia · Països Baixos                                          | Borna Gojo Tallon Griekspoor                                     | 4 6                 | 7 62 | 6 4      |  |
| 3 | Croàcia · Països Baixos                                          | Duje Ajdukovic / Mate Pavić Wesley Koolhof / Matwé Middelkoop    | 3 6                 | 6 4  | [10] [8] |  |

## Fase final

### Quadre
|  | Quarts de final | Quarts de final | Quarts de final |                |           | Semifinals | Semifinals     | Semifinals |  |   | Final     | Final | Final |
|  |                 |                 |                 |                |           |            |                |            |  |   |           |       |       |
|  | 21 de novembre  |                 |                 |                |           |            |                |            |  |   |           |       |       |
|  | 1               | Canadà          | 1               |                |           |            |                |            |  |   |           |       |       |
|  | 1               | Canadà          | 1               | 24 de novembre |           |            |                |            |  |   |           |       |       |
|  |                 | Finlàndia       | 2               |                |           |            |                |            |  |   |           |       |       |
|  |                 | Finlàndia       | 2               |                | Finlàndia | 0          |                |            |  |   |           |       |       |
|  | 22 de novembre  |                 |                 |                | Finlàndia | 0          |                |            |  |   |           |       |       |
|  |                 | 2               | Austràlia       | 2              |           |            |                |            |  |   |           |       |       |
|  |                 | 2               | Austràlia       | 2              | Txèquia   | 1          |                |            |  |   |           |       |       |
|  |                 |                 |                 |                | Txèquia   | 1          | 26 de novembre |            |  |   |           |       |       |
|  | 2               | Austràlia       | 2               |                |           |            |                |            |  |   |           |       |       |
|  | 2               | Austràlia       | 2               |                |           |            |                |            |  | 2 | Austràlia | 0     |       |
|  | 23 de novembre  |                 |                 |                |           |            |                |            |  | 2 | Austràlia | 0     |       |
|  |                 |                 | Itàlia          | 2              |           |            |                |            |  |   |           |       |       |
|  |                 | Itàlia          | Itàlia          | 2              | 2         |            |                |            |  |   |           |       |       |
|  |                 | Itàlia          | 25 de novembre  |                | 2         |            |                |            |  |   |           |       |       |
|  |                 | Països Baixos   | 1               |                |           |            |                |            |  |   |           |       |       |
|  |                 | Països Baixos   | 1               |                | Itàlia    | 2          |                |            |  |   |           |       |       |
|  | 23 de novembre  |                 |                 |                | Itàlia    | 2          |                |            |  |   |           |       |       |
|  |                 |                 | Sèrbia          | 1              |           |            |                |            |  |   |           |       |       |
|  |                 | Sèrbia          | Sèrbia          | 1              | 2         |            |                |            |  |   |           |       |       |
|  |                 | Sèrbia          |                 |                | 2         |            |                |            |  |   |           |       |       |
|  |                 | Regne Unit      | 0               |                |           |            |                |            |  |   |           |       |       |

### Quarts de final

#### Canadà vs. Finlàndia
| · Canadà · 1 | Martín Carpena, Màlaga, Espanya 21 de novembre de 2023 Dura interior | Martín Carpena, Màlaga, Espanya 21 de novembre de 2023 Dura interior | · Finlàndia · 2 |     |   |  |
| \| \| [27] \| \| 1 \| 2 \| 3 \| \| \| - \| ------------------ \| ------------------------------------------------------------------ \| --- \| --- \| - \| \| \| 1 \| Canadà · Finlàndia \| Milos Raonic Patrick Kaukovalta \| 6 3 \| 7 5 \| \| \| \| 2 \| Canadà · Finlàndia \| Gabriel Diallo Otto Virtanen \| 4 6 \| 5 7 \| \| \| \| 3 \| Canadà · Finlàndia \| Alexis Galarneau / Vasek Pospisil Harri Heliövaara / Otto Virtanen \| 5 7 \| 3 6 \| \| \| |                                                                      |                                                                      |                 |     |   |  |
| | [ 27 ]                                                               |                                                                      | 1               | 2   | 3 |  |
| 1 | Canadà · Finlàndia                                                   | Milos Raonic Patrick Kaukovalta                                      | 6 3             | 7 5 |   |  |
| 2 | Canadà · Finlàndia                                                   | Gabriel Diallo Otto Virtanen                                         | 4 6             | 5 7 |   |  |
| 3 | Canadà · Finlàndia                                                   | Alexis Galarneau / Vasek Pospisil Harri Heliövaara / Otto Virtanen   | 5 7             | 3 6 |   |  |

#### Txèquia vs. Austràlia
| · Txèquia · 1 | Martín Carpena, Màlaga, Espanya 22 de novembre de 2023 Dura interior | Martín Carpena, Màlaga, Espanya 22 de novembre de 2023 Dura interior | · Austràlia · 2 |      |     |  |
| \| \| [28] \| \| 1 \| 2 \| 3 \| \| \| - \| ------------------- \| -------------------------------------------------------- \| --- \| ---- \| --- \| \| \| 1 \| Txèquia · Austràlia \| Tomas Macháč Jordan Thompson \| 6 4 \| 7 5 \| \| \| \| 2 \| Txèquia · Austràlia \| Jiri Lehečka Alex de Minaur \| 6 4 \| 62 7 \| 5 7 \| \| \| 3 \| Txèquia · Austràlia \| Jiri Lehečka / Adam Pavlásek Matthew Ebden / Max Purcell \| 4 6 \| 5 7 \| \| \| |                                                                      |                                                                      |                 |      |     |  |
| | [ 28 ]                                                               |                                                                      | 1               | 2    | 3   |  |
| 1 | Txèquia · Austràlia                                                  | Tomas Macháč Jordan Thompson                                         | 6 4             | 7 5  |     |  |
| 2 | Txèquia · Austràlia                                                  | Jiri Lehečka Alex de Minaur                                          | 6 4             | 62 7 | 5 7 |  |
| 3 | Txèquia · Austràlia                                                  | Jiri Lehečka / Adam Pavlásek Matthew Ebden / Max Purcell             | 4 6             | 5 7  |     |  |

#### Itàlia vs. Països Baixos
| · Itàlia · 2 | Martín Carpena, Màlaga, Espanya 23 de novembre de 2023 Dura interior | Martín Carpena, Màlaga, Espanya 23 de novembre de 2023 Dura interior | · Països Baixos · 1 |     |    |  |
| \| \| [29] \| \| 1 \| 2 \| 3 \| \| \| - \| ---------------------- \| ----------------------------------------------------------------- \| ---- \| --- \| -- \| \| \| 1 \| Itàlia · Països Baixos \| Matteo Arnaldi Botic van de Zandschulp \| 7 6 \| 3 6 \| 67 \| \| \| 2 \| Itàlia · Països Baixos \| Jannik Sinner Tallon Griekspoor \| 7 63 \| 6 1 \| \| \| \| 3 \| Itàlia · Països Baixos \| Jannik Sinner / Lorenzo Sonego Tallon Griekspoor / Wesley Koolhof \| 6 3 \| 6 4 \| \| \| |                                                                      |                                                                      |                     |     |    |  |
| | [ 29 ]                                                               |                                                                      | 1                   | 2   | 3  |  |
| 1 | Itàlia · Països Baixos                                               | Matteo Arnaldi Botic van de Zandschulp                               | 7 6                 | 3 6 | 67 |  |
| 2 | Itàlia · Països Baixos                                               | Jannik Sinner Tallon Griekspoor                                      | 7 63                | 6 1 |    |  |
| 3 | Itàlia · Països Baixos                                               | Jannik Sinner / Lorenzo Sonego Tallon Griekspoor / Wesley Koolhof    | 6 3                 | 6 4 |    |  |

#### Sèrbia vs. Regne Unit
| · Sèrbia · 2 | Martín Carpena, Màlaga, Espanya 23 de novembre de 2023 Dura interior | Martín Carpena, Màlaga, Espanya 23 de novembre de 2023 Dura interior | · Regne Unit · 0 |     |   |             |
| \| \| [30] \| \| 1 \| 2 \| 3 \| \| \| - \| ------------------- \| ---------------------------------------------------------- \| ---- \| --- \| - \| ----------- \| \| 1 \| Sèrbia · Regne Unit \| Miomir Kecmanović Jack Draper \| 7 62 \| 7 6 \| \| \| \| 2 \| Sèrbia · Regne Unit \| Novak Đoković Cameron Norrie \| 6 4 \| 6 4 \| \| \| \| 3 \| Sèrbia · Regne Unit \| Novak Đoković / Dušan Lajović Joe Salisbury / Neal Skupski \| \| \| \| no disputat \| |                                                                      |                                                                      |                  |     |   |             |
| | [ 30 ]                                                               |                                                                      | 1                | 2   | 3 |             |
| 1 | Sèrbia · Regne Unit                                                  | Miomir Kecmanović Jack Draper                                        | 7 62             | 7 6 |   |             |
| 2 | Sèrbia · Regne Unit                                                  | Novak Đoković Cameron Norrie                                         | 6 4              | 6 4 |   |             |
| 3 | Sèrbia · Regne Unit                                                  | Novak Đoković / Dušan Lajović Joe Salisbury / Neal Skupski           |                  |     |   | no disputat |

### Semifinals

#### Finlàndia vs. Austràlia
| · Finlàndia · 0 | Martín Carpena, Màlaga, Espanya 24 de novembre de 2023 Dura interior | Martín Carpena, Màlaga, Espanya 24 de novembre de 2023 Dura interior   | · Austràlia · 2 |     |   |             |
| \| \| [31] \| \| 1 \| 2 \| 3 \| \| \| - \| --------------------- \| ---------------------------------------------------------------------- \| ---- \| --- \| - \| ----------- \| \| 1 \| Finlàndia · Austràlia \| Otto Virtanen Alexei Popyrin \| 65 7 \| 2 6 \| \| \| \| 2 \| Finlàndia · Austràlia \| Emil Ruusuvuori Alex de Minaur \| 4 6 \| 3 6 \| \| \| \| 3 \| Finlàndia · Austràlia \| Harri Heliövaara / Patrick Niklas-Salminen Matthew Ebden / Max Purcell \| \| \| \| no disputat \| |                                                                      |                                                                        |                 |     |   |             |
| | [ 31 ]                                                               |                                                                        | 1               | 2   | 3 |             |
| 1 | Finlàndia · Austràlia                                                | Otto Virtanen Alexei Popyrin                                           | 65 7            | 2 6 |   |             |
| 2 | Finlàndia · Austràlia                                                | Emil Ruusuvuori Alex de Minaur                                         | 4 6             | 3 6 |   |             |
| 3 | Finlàndia · Austràlia                                                | Harri Heliövaara / Patrick Niklas-Salminen Matthew Ebden / Max Purcell |                 |     |   | no disputat |

#### Itàlia vs. Sèrbia
| · Itàlia · 2 | Martín Carpena, Màlaga, Espanya 25 de novembre de 2023 Dura interior | Martín Carpena, Màlaga, Espanya 25 de novembre de 2023 Dura interior | · Sèrbia · 1 |     |     |  |
| \| \| [32] \| \| 1 \| 2 \| 3 \| \| \| - \| --------------- \| ---------------------------------------------------------------- \| ---- \| --- \| --- \| \| \| 1 \| Itàlia · Sèrbia \| Lorenzo Musetti Miomir Kecmanović \| 7 67 \| 2 6 \| 1 6 \| \| \| 2 \| Itàlia · Sèrbia \| Jannik Sinner Novak Đoković \| 6 2 \| 2 6 \| 7 5 \| \| \| 3 \| Itàlia · Sèrbia \| Jannik Sinner / Lorenzo Sonego Novak Đoković / Miomir Kecmanović \| 6 3 \| 6 4 \| \| \| |                                                                      |                                                                      |              |     |     |  |
| | [ 32 ]                                                               |                                                                      | 1            | 2   | 3   |  |
| 1 | Itàlia · Sèrbia                                                      | Lorenzo Musetti Miomir Kecmanović                                    | 7 67         | 2 6 | 1 6 |  |
| 2 | Itàlia · Sèrbia                                                      | Jannik Sinner Novak Đoković                                          | 6 2          | 2 6 | 7 5 |  |
| 3 | Itàlia · Sèrbia                                                      | Jannik Sinner / Lorenzo Sonego Novak Đoković / Miomir Kecmanović     | 6 3          | 6 4 |     |  |

### Final
| · Austràlia · 0 | Martín Carpena, Màlaga, Espanya 26 de novembre de 2023 Dura interior | Martín Carpena, Màlaga, Espanya 26 de novembre de 2023 Dura interior | · Itàlia · 2 |     |     |             |
| \| \| [33] \| \| 1 \| 2 \| 3 \| \| \| - \| ------------------ \| ----------------------------------------------------------- \| --- \| --- \| --- \| ----------- \| \| 1 \| Austràlia · Itàlia \| Alexei Popyrin Matteo Arnaldi \| 5 7 \| 6 2 \| 4 6 \| \| \| 2 \| Austràlia · Itàlia \| Alex de Minaur Jannik Sinner \| 3 6 \| 0 6 \| \| \| \| 3 \| Austràlia · Itàlia \| Matthew Ebden / Max Purcell Simone Bolelli / Lorenzo Sonego \| \| \| \| no disputat \| |                                                                      |                                                                      |              |     |     |             |
| | [ 33 ]                                                               |                                                                      | 1            | 2   | 3   |             |
| 1 | Austràlia · Itàlia                                                   | Alexei Popyrin Matteo Arnaldi                                        | 5 7          | 6 2 | 4 6 |             |
| 2 | Austràlia · Itàlia                                                   | Alex de Minaur Jannik Sinner                                         | 3 6          | 0 6 |     |             |
| 3 | Austràlia · Itàlia                                                   | Matthew Ebden / Max Purcell Simone Bolelli / Lorenzo Sonego          |              |     |     | no disputat |